# (49481) Gisellarubini
(49481) Gisellarubini (1999 BJ12) – planetoida z pasa głównego asteroid okrążająca Słońce w ciągu 5,45 lat w średniej odległości 3,09 j.a. Odkryta 24 stycznia 1999 roku.